# Trenčín (vùng)
Vùng Trenčín (tiếng Slovak: Trenčiansky kraj, phát âm [ˈtrɛntʃɪ̯anski ˈkraj]; tiếng Séc: Trenčínský kraj) là một vùng hành chính của Slovakia. Vùng bao gồm 9 huyện và được thành lập từ năm 1996. Trước đây, nó là một phần của vùng Tây Slovakia (Západoslovenský kraj) và một phần của Trung Slovakia (Stredoslovenský kraj). Công nghiệp đóng vai trò chính của vùng.

## Địa lý
Vùng này nằm ở phía tây bắc Slovakia, có diện tích 4.502 km² và dân số 600.386 người (2005). Vùng đất thấp Danubian chạm đến vùng này tại Nové Mesto nad Váhom và Partizánske. Một số dãy núi trong khu vực bao gồm phần nhỏ của dãy Tiểu Carpath ở phía tây nam, Carpath Trắng ở phía tây bắc, dãy núi Maple ở phía bắc, trung tâm là dãy núi Strážov, Považský Inovec ở phía nam, Vtáčnik ở phía đông nam và Žiar ở phía đông. Các phần nhỏ của dãy Malá Fatra và Kremnica cũng kéo dài đến khu vực này.
Sông chính trong vùng gồm có Váh ở phía tây hình thành lên đồng bằng châu thổ Váh, sông Nitra ở đông và đông nam, sông Myjava ngoằn ngoèo ở phía tây chảy vào Trnava.
Về mặt địa lý, vùng này giáp với Žilina ở đông bắc và đông, Banská Bystrica ở đông nam, Nitra ở phía nam, Trnava ở phía tây nam và nam, Nam Moravia của Cộng hòa Séc ở phía tây và Zlín ở tây bắc và bắc.

## Nhân khẩu học
| Năm            | 1994    | 2004    | 2014    | 2024    |
| -------------- | ------- | ------- | ------- | ------- |
| Số lượng người | 608.990 | 601.392 | 591.233 | 565.572 |
| Sự khác biệt   |         | −1,24%  | −1,68%  | −4,34%  |

| Năm            | 2023    | 2024    |
| -------------- | ------- | ------- |
| Số lượng người | 568.102 | 565.572 |
| Sự khác biệt   |         | −0,44%  |

Mật độ dân số là 132 người/km², cao hơn mức trung bình của Slovakia (110 người/km²) và cao thứ hai sau vùng Bratislava. Các thị trấn lớn nhất là Trenčín, Prievidza, Považská Bystrica, Dubnica nad Váhom và Partizánske. Theo điều tra dân số năm 2001, khu vực này có 605.583 người, với người Slovak chiếm đa số (97,3%), và một số ít người Séc (1%) và những dân tộc khác.

## Phân cấp hành chính
Vùng bao gồm 9 huyện với 274 đô thị, trong 18 thị trấn là nơi sinh sống của 58% dân số của vùng
- Bánovce nad Bebravou
- Ilava
- Myjava
- Nové Mesto nad Váhom
- Partizánske
- Považská Bystrica
- Prievidza
- Púchov
- Trenčín